# Bettino Craxi
Benedetto (Bettino) Craxi, född 24 februari 1934 i Milano, död 19 januari 2000 i Hammamet i Tunisien, var en italiensk politiker. Han var partisekreterare för det Italienska socialistpartiet (PSI) mellan 1976 och 1993, samt Italiens premiärminister mellan 1983 och 1987.

## Biografi
Bettino Craxi föddes i Milano 1934 och blev medlem i det Italienska socialistpartiet när han var 17 år gammal. Craxi studerade juridik och statsvetenskap vid universiteten i Milano och Urbino, och deltog i socialistiska studentgrupper. År 1960 valdes han till kommunalråd för Milano och 1968 blev han invald i Italiens deputeradekammare för PSI. 
År 1976 valdes Craxi till partisekreterare för PSI, efter år av strider mellan olika fraktioner inom partiet. Craxi sågs som en övergångsfigur, men han lyckades fästa sitt grepp om PSI och blev en av 1980-talets mest betydelsefulla politiker, både inom Italien och internationellt. Craxi blev mycket omskriven i pressen i samband med kidnappningen av Aldo Moro 1978, då han framstod som en frontfigur för den s.k. "förhandlingslinjen", d.v.s. de som ansåg att man borde förhandla med Röda brigaderna för att få Moro frisläppt.
Han avslutade partiets tidigare samarbete med det Italienska kommunistpartiet (PCI), som tidigare varit det dominerande vänsterpartiet i Italien, och omdanade PSI till ett mer alldagligt socialliberalt parti i stil med Socialdemokraterna i Tyskland och Socialistiska partiet i Frankrike. Detta gav resultat, och ledde till att PSI kunde bilda en koalitionsregering tillsammans med kristdemokratiska Democrazia Cristiana (DC) 1983.
Craxi valdes till premiärminister den 4 augusti 1983, en post han skulle komma att sitta kvar på tills den 17 april 1987. 1984 undertecknade han ett konkordat med Vatikanstaten, som upphävde katolicismens status som statsreligion i Italien. Craxi lyckades hålla samman koalitionsregeringen i fyra år, vilket gör hans premiärministerperiod till den tredje längsta i Italienska republikens historia.
Under 1990-talet blev Craxi inblandad i rättsprocessen som kom att bli känd som mani pulite, där han dömdes för korruption och olaga finansiering av sitt eget parti. Han erkände den olaga finansieringen, men förnekade korruptionsanklagelserna. Processen omformade det politiska läget i Italien; i lokalvalet i Lombardiet 1993 blev det nybildade högerpartiet Lega Nord de stora segrarna, och avslutade därmed 16 års socialiststyre i regionen. Vid parlamentsvalet 1994 gick PSI från att ha fått 14% av rösterna i 1992 års parlamentsval, till att hamna under småpartispärren på 4%.
Rättsprocessen resulterade i att Craxi blev en symbol för den politiska korruptionen i Italien. Han dömdes till 27 års fängelse, men flydde 1994 till Hammamet i Tunisien för att slippa avtjäna sitt straff. Craxi, som var god vän med Tunisiens president Ben Ali, stod under resten av sitt liv fast vid att korruptionsanklagelserna var falska, men återvände aldrig till sitt hemland. Den 19 januari 2000 avled Bettino Craxi i Tunisien till följd av komplikationer av diabetes, 65 år gammal.